# Konbirella
Konbirella is een geslacht van kevers uit de familie bladkevers (Chrysomelidae).
De wetenschappelijke naam van het geslacht werd in 1892 gepubliceerd door Duvivier.

## Soorten
- Konbirella cardoni (Duvivier, 1892)